# Florence Nightingale
|  | No s'ha de confondre amb Florence Nightingale David. |

Florence Nightingale, OM (Florència, Gran Ducat de Toscana, 12 de maig de 1820-Londres, 13 d'agost de 1910), fou una infermera, estadística i reformadora social britànica, considerada la mare de la infermeria moderna i la creadora del seu primer model conceptual. Va ser la primera dona que va ser admesa a la Royal Statistical Society britànica i també fou elegida membre honorària de l'American Statistical Association.
Nasqué en una rica família de classe alta, en una època en què les dones d'aquesta classe estaven destinades al matrimoni i als fills. Inspirada per les seves creences religioses unitaristes, decidí dedicar-se al servei del proïsme, directament amb la seva actuació d'infermera i, indirectament, per mitjà de la reforma social. El seu pare, d'idees avançades, li proporcionà personalment una formació equilibrada que incloïa les matemàtiques, i donà suport als seus desigs de menar una vida activa més enllà de la llar familiar.
Durant la Guerra de Crimea actuà d'infermera tenint cura de soldats ferits, i les seves rondes nocturnes li valgueren el nom de la dama del llum, que la premsa anglesa difongué i que li feu guanyar el reconeixement públic. Encara que els estudiosos moderns són del parer que la seva actuació en la guerra va ser sobrevalorada per una premsa en cerca d'herois, la seva actuació posterior —dedicada a millorar la qualitat del servei sanitari a l'exèrcit britànic i, més tard, a la formació del personal sanitari femení— s'ha considerat d'importància revolucionària.

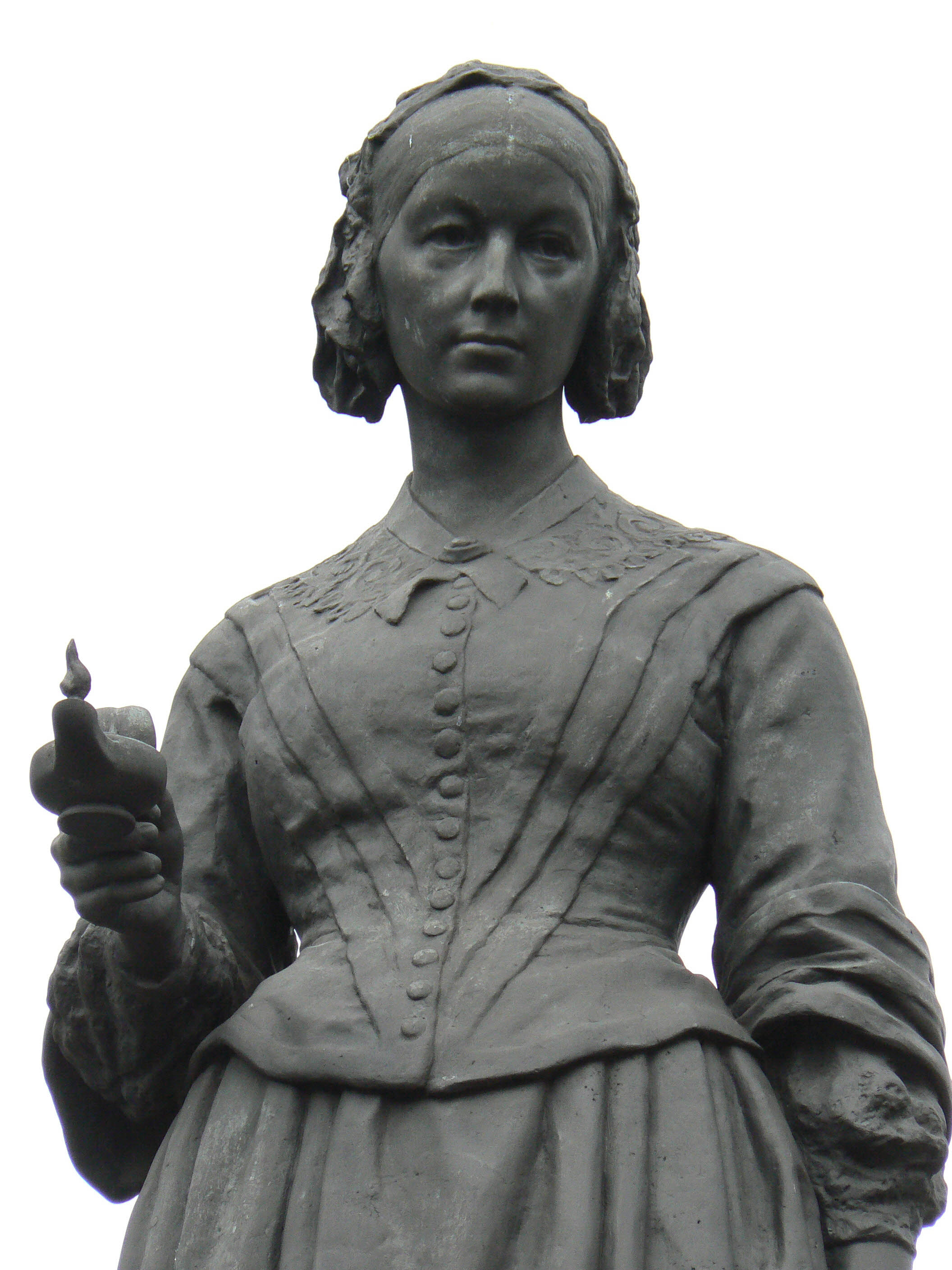
Estàtua de Florence Nightingale, Waterloo Place, Londres

El 1860, Nightingale posà els fonaments de la infermeria professional amb l'establiment de la seva escola d'infermeria al Saint Thomas Hospital de Londres. Es tractava de la primera escola seglar d'aquella mena al món i s'ha mantingut fins al present, en l'actualitat integrada al King's College de Londres. El "Nightingale Pledge" és un compromís que prenen les noves infermeres, i el Dia Internacional de les Infermeres se celebra arreu del món en l'aniversari de Florence Nightingale.
La tasca reformista de Florence Nightingale es basà especialment en les seves excepcionals capacitats analítiques, l'ús prudent de la seva fama i la xarxa d'amics influent que aplegà. Les seves reformes socials inclogueren la millora de l'atenció sanitària i la seva extensió a totes les classes de la societat britànica, amb la millora de l'atenció sanitària i la lluita contra la malnutrició a l'Índia i la contribució en l'abolició de lleis contra la prostitució particularment dures amb les dones, sense oblidar l'expansió de formes de participació femenina en el món laboral. Nightingale va ser una escriptora versàtil i prodigiosa i en vida seva publicà diversos escrits de difusió del coneixement mèdic, alguns en un anglès senzill, adaptat per a persones poc literates. En el mateix sentit, ajudà a popularitzar els gràfics estadístics gràcies a les presentacions especialment didàctiques que feu a polítics i altres figures rellevants. Molts dels seus escrits, especialment els dedicats a la religió i al misticisme, romangueren inèdits i no s'han publicat fins fa ben poc.
De salut delicada ja des del primer terç de la seva vida, continuà treballant gairebé fins al seu traspàs.

## Biografia

### Primers anys

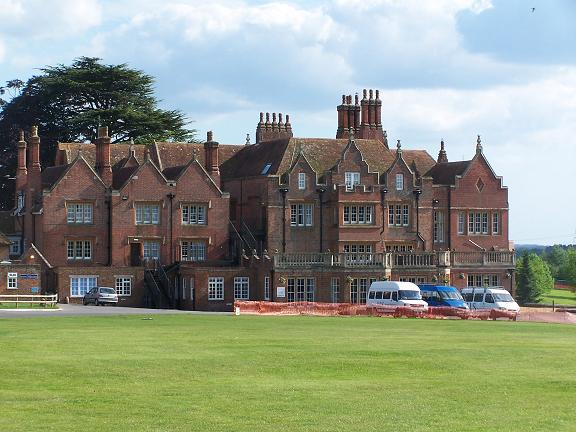
Embley Park, actualment una escola, va ser una de les llars de la família de William Nightingale

Florence Nightingale va néixer en el si d'una família britànica de classe alta a Villa Colombaia i va rebre el nom per la veïna ciutat de Florència, per aquell temps capital del Gran Ducat de Toscana. La seva germana gran, Frances Parthenope, també havia rebut el nom pel seu lloc de naixement, Parthenopolis, un antic assentament grec proper a Nàpols. La família va tornar a Anglaterra el 1821, i Florence visqué la seva infantesa a les residències familiars d'Embley i Lea Hurst.
Els seus pares eren William Edward Nightingale, nascut William Edward Shore (1794-1874), i Frances «Fanny» Smith (1789-1880). La mare d'en William, Mary Evans, era neboda de Peter Nightingale, fet que comportà que a la mort d'aquest William heretés la propietat familiar al Derbyshire i adoptés el nom i l'escut heràldic dels Nightingale. El pare de Fanny (avi matern de Florence) va ser l'abolicionista, unitarista i membre del Parlament William Smith. L'educació de Florence va ser duta a terme personalment pel seu pare.
Al febrer del 1837, mentre era a Embley Park, visqué un seguit d'experiències que interpretà com una crida divina a dedicar la seva vida al servei dels altres. Durant la seva adolescència respectà l'oposició familiar que treballés d'infermera, i no ho anuncià fins al 1844. El seu propòsit, que causà preocupació i dolor a la seva mare i a la seva germana, constituí un desafiament per les convencions socials de l'època, que relegava la dona als papers d'esposa i mare.
L'escriptor i poeta Richard Monckton Milnes, baró de Houghton, va arribar a proposar-li matrimoni després de nou anys de festeig, però va rebre carabasses perquè la xicota considerà que el matrimoni col·lidiria amb la seva decisió de consagrar-se a la infermeria. Més endavant, el 1847, Florence Nightingale conegué a Roma Sidney Herbert, primer baró Herbert de Lea, un jove i brillant polític que havia estat ministre de Guerra (1845-1846) i ho tornaria a ser durant la Guerra de Crimea. Herbert era de viatge de noces quan es conegueren, i l'amistat amb el matrimoni Herbert li facilitaria la tasca d'infermeria a Crimea; posteriorment, Nightingale es convertiria en una consellera clau per a la seva carrera política. Tanmateix, hom l'acusaria de precipitar el 1861 la mort de Herbert, causada per la malaltia de Bright (un nom genèric per a diverses menes de nefritis crònica), per haver-lo pressionat excessivament en el seu programa de reformes sanitàries. Anys més tard, Nightingale mantingué també una estreta relació amb Benjamin Jowett, una figura molt important a la Universitat d'Oxford, i s'ha dit que ell hagués volgut casar-s'hi.

Després del seu pas per Itàlia, Nightingale continuà viatjant per Grècia i Egipte (amb Charles i Selina Bracebridge de companys de viatge). Els seus textos sobre Egipte són testimoni de la seva educació, qualitats literàries i filosofia de vida. Al gener del 1850, mentre navegava Nil amunt fins a Abu Simbel, escrigué: 
| « | No crec que hagi vist cap altra cosa que m'hagi afectat tant... [i, en referència al temple] sublim en el grau més alt de bellesa intel·lectual, intel·lecte sense esforç, sense patiment... cap aspecte és correcte -però l'efecte de conjunt expressa millor la grandesa espiritual que qualsevol altra cosa que m'hagués pogut imaginar. Una mateixa té la impressió d'un miler de veus, unides en un sentiment unànime d'entusiasme o emoció, que es diu que desconcertaria la persona més forta. | » |

De Tebes estant, va escriure que havia estat «cridada per Déu», i una setmana més tard, prop del Caire, va anotar en el seu diari: «Déu em va trucar al matí i em va preguntar si faria el bé en el seu nom, sense buscar reputació».

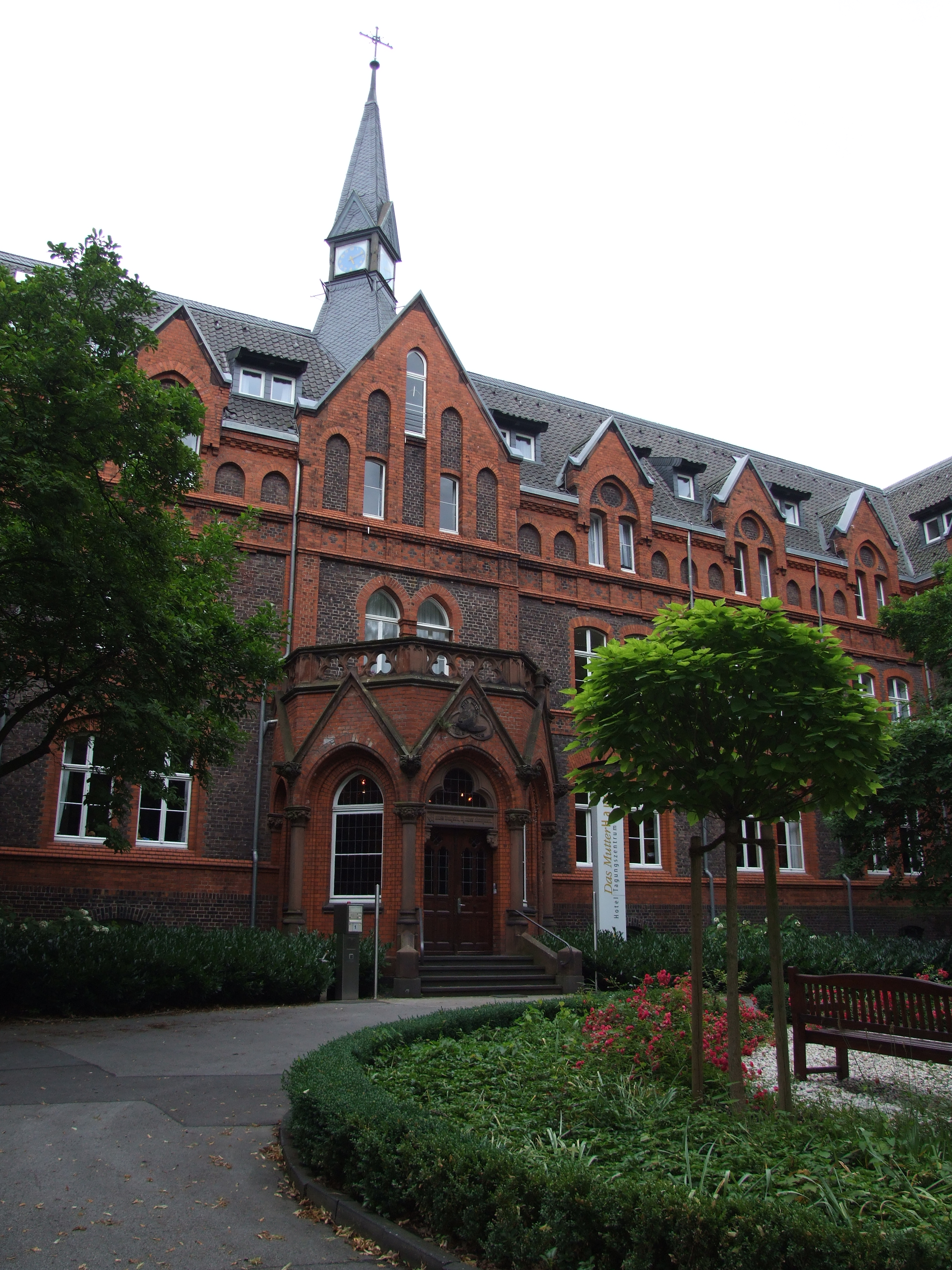
Institut de diaconesses de Theodor Fliedner a Kaiserswerth

El 1850, va visitar la comunitat religiosa luterana de Kaiserswerth a Alemanya, i hi descobrí com el pastor Theodor Fliedner i les diaconesses (infermeres, vetlladores) que l'ajudaven treballaven per als malalts i marginats. Aquesta experiència esdevingué una fita decisiva en la carrera de Florence Nightingale, i en publicà les vivències de forma anònima el 1851: The Institution of Kaiserswerth on the Rhine, for the Practical Training of Deaconesses, que va ser la seva primera obra. No sembla que en la seva estada rebés altra preparació tècnica que l'observació del que s'hi feia.
El 22 d'agost de 1853 va assumir el càrrec de superintendenta voluntària -sense fer tasques d'infermeria, però- de l'"Institute for the Care of Sick Gentlewomen" d'Upper Harley Street, Londres, i va exercir aquest càrrec fins a l'octubre del 1854. A l'època, el seu pare l'havia dotada amb una pensió de 500 lliures anuals que li permetien de portar una vida confortable i continuar amb la seva carrera professional.

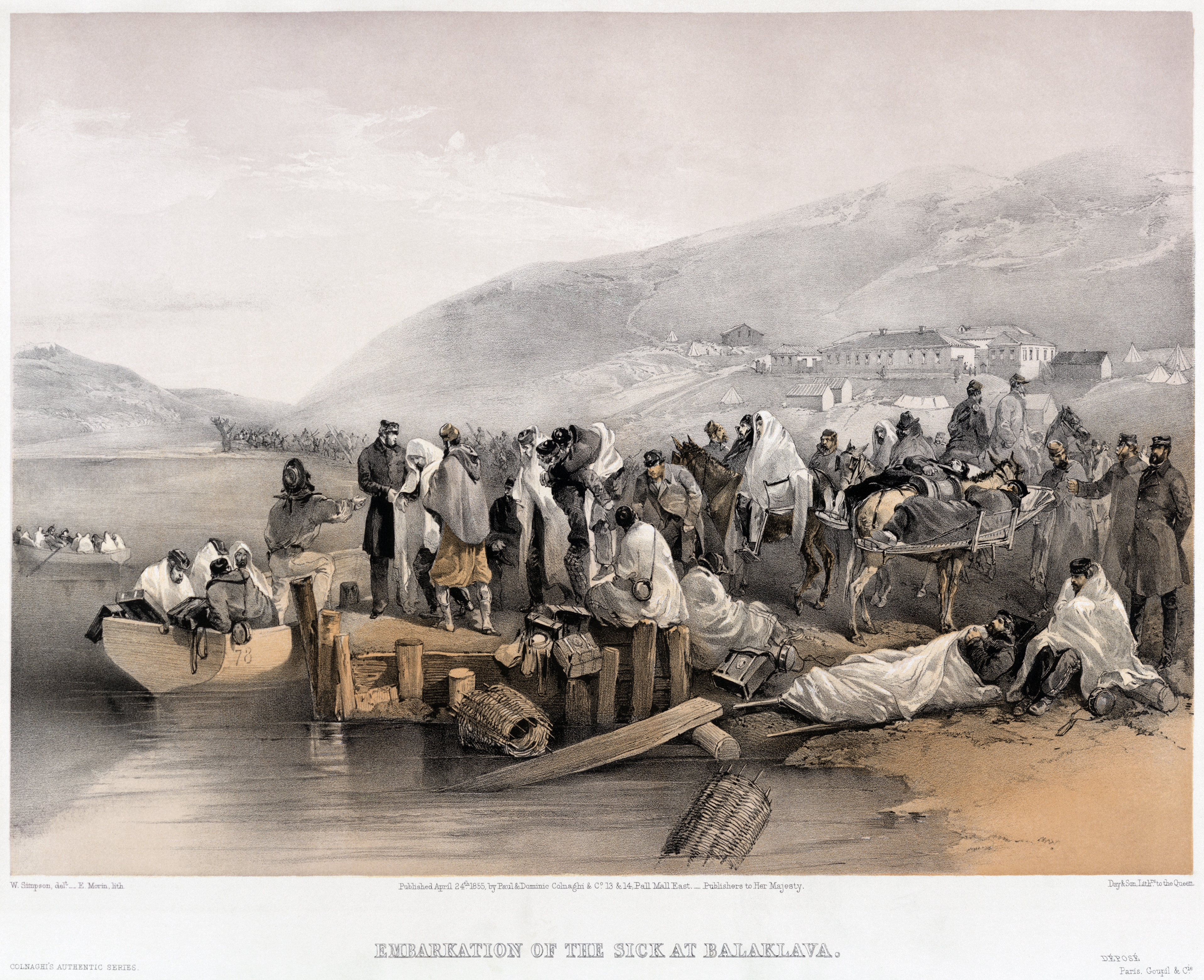
Litografia de William Simpson, que il·lustra les condicions de malalts i ferits en la batalla de Balaklava

### Guerra de Crimea

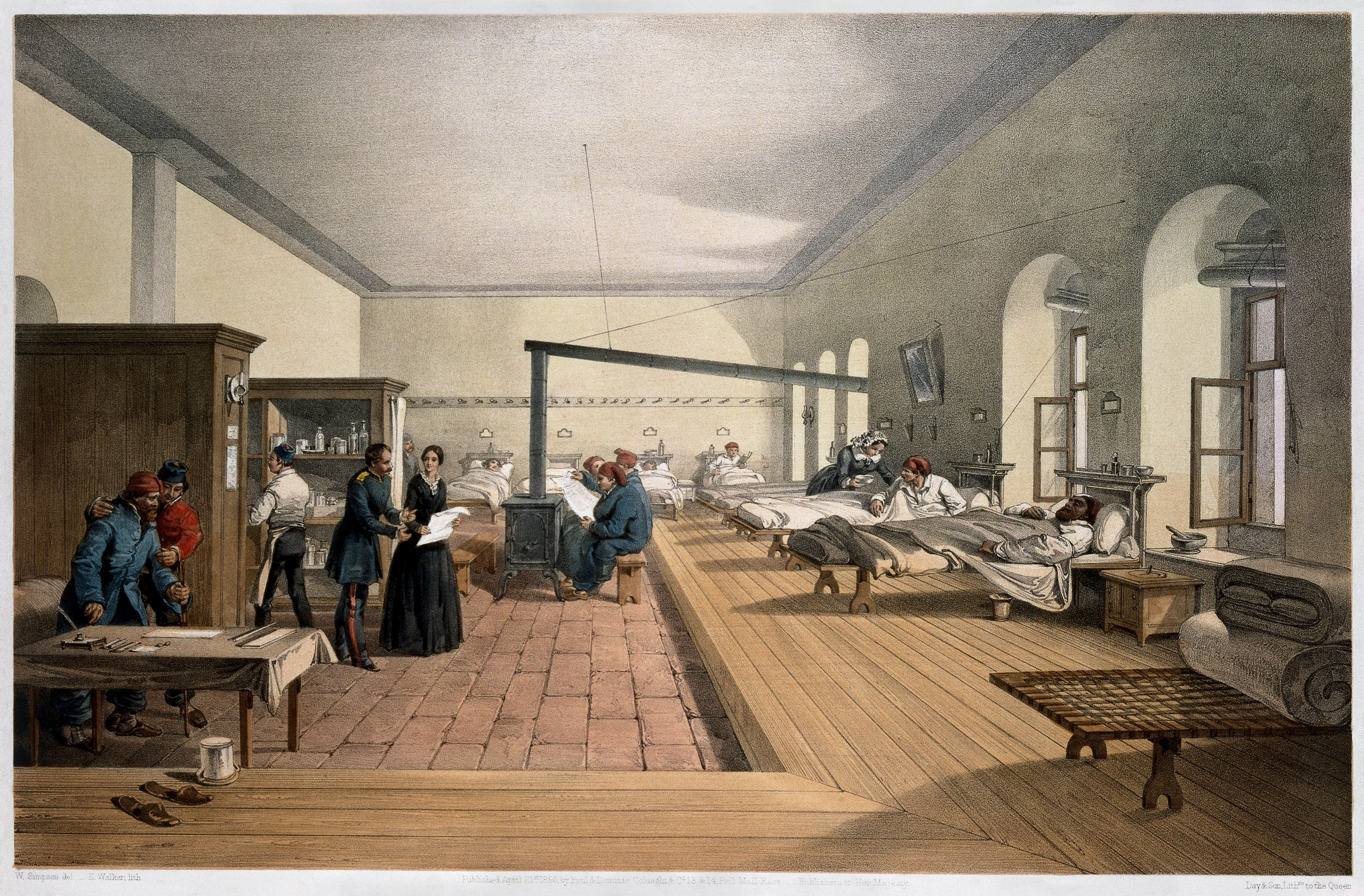
D'una litografia de 1856, una sala de l'Hospital de Scutari on Nightingale va treballar

La contribució més famosa de Florence Nightingale va tenir lloc durant la Guerra de Crimea, la qual es va convertir en el seu objectiu central possiblement a partir de l'arribada a Gran Bretanya d'informes sobre la mala atenció mèdica als soldats ferits. El 21 d'octubre de 1854, ella i un equip de 38 infermeres voluntàries, que havia entrenat personalment i que incloïa la seva tia Mai Smith, van ser traslladades (amb autorització de Sidney Herbert) a Istanbul (Imperi Otomà), distant 295 milles nàutiques (546 km) de la principal base d'operacions britànica a Balaklava (Crimea), a l'altra costa del mar Negre.
Arribaren en els primers dies de novembre de 1854 a la caserna de Selimiye a Scutari (actual districte d'Üsküdar, a Istanbul), i es van trobar que els soldats ferits rebien tractaments totalment inadequats per part del sobrecarregat equip mèdic, mentre que l'oficialitat era indiferent a aquesta situació. Els subministraments mèdics escassejaven, la higiene era pèssima i les infeccions comunes i en molts casos fatals. No es comptava amb equipament apropiat per processar els aliments per als pacients.
La primera edició del Dictionary of National Biography (1911) afirmava que la gestió de Nightingale havia reduït l'índex de mortalitat del 42 al 2%, fos per millores en la higiene o per les gestions davant de la Comissió Sanitària, però la segona edició (2001) ja no reflectí aquestes xifres. De fet, la quantitat de morts no va disminuir, sinó que va començar a augmentar, fins que el nombre de morts era el major de tots els hospitals de la regió. Durant el seu primer estiu a Scutari, 4.077 soldats hi van perdre la vida, i hi van morir deu vegades més soldats de malalties com el tifus, la febre tifoide, el còlera i la disenteria, que de ferides en el camp de batalla. L'amuntegament, els deficients desguassos i la manca de ventilació van fer que el govern britànic hagués d'enviar una Comissió Sanitària a Scutari al març de 1855, gairebé sis mesos després de l'arribada de Florence Nightingale. La Comissió, amb una autoritat i uns mitjans que Nightingale no podia tenir, feu netejar els desguassos i millorar la ventilació dels barracons i, a partir d'aquestes mesures, l'índex de mortalitat va baixar ràpidament. Nightingale mai no s'atribuí el crèdit per la reducció en el nombre de morts, però al seu retorn a Londres va començar a reunir proves per a la Comissió Reial per a la Salut a l'Exèrcit per tal de sustentar la seva posició que els soldats morien a causa de les deplorables condicions de vida a l'hospital. Aquesta experiència va influir decisivament en la seva carrera posterior, portant-la a advocar per la importància de millorar les condicions sanitàries hospitalàries. En conseqüència, va ajudar a reduir les morts en l'exèrcit durant temps de pau i contribuí a la millora del disseny sanitari dels hospitals.

#### La dama del llum

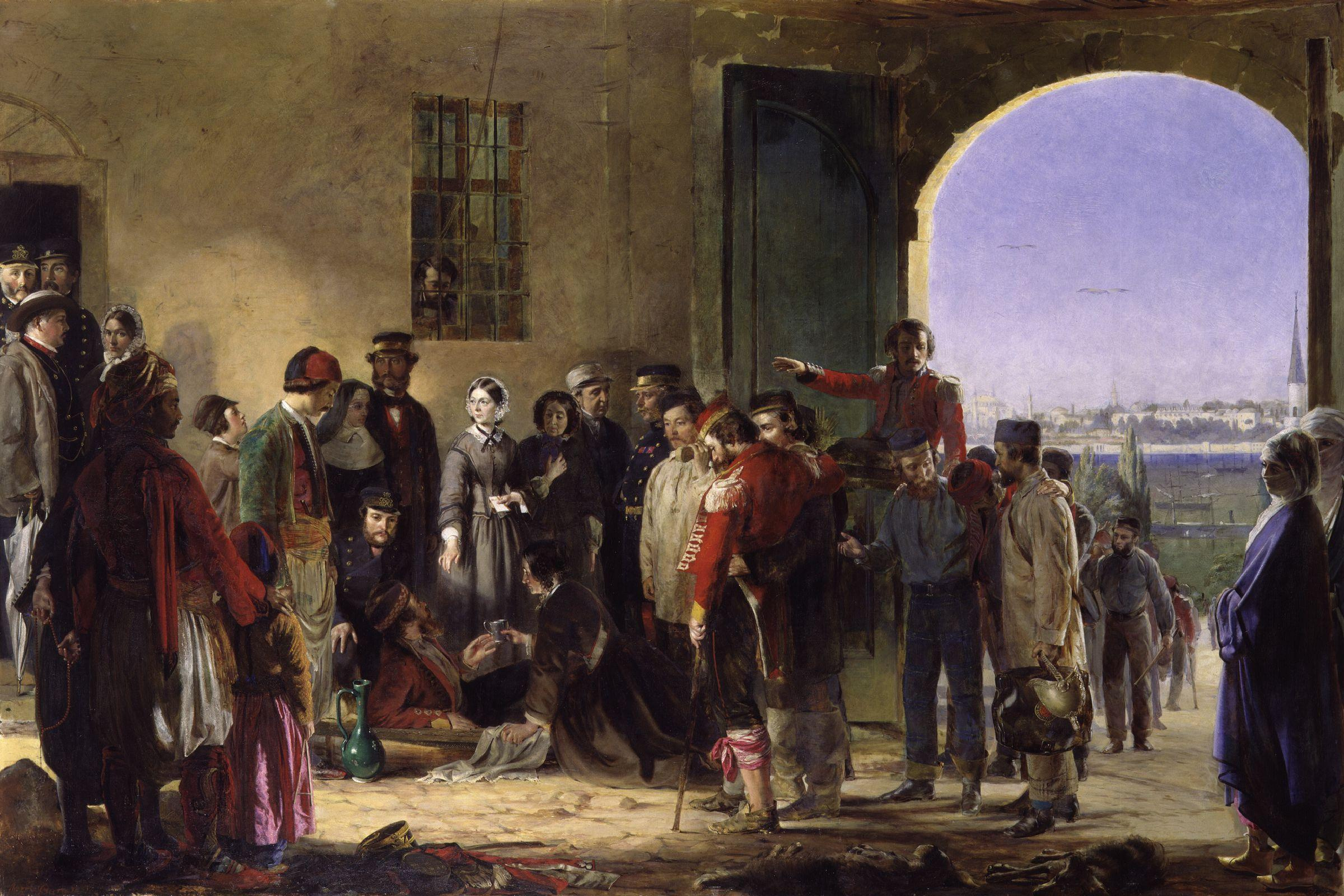
Nightingale rebent als ferits a Scutari, per Jerry Barrett

Durant la Guerra de Crimea, Florence Nightingale va rebre l'apel·latiu de «la dama del llum», a partir d'una frase publicada en un reportatge de The Times:
"She is a ministering angel without any exaggeration in these hospitals, and as her slender form glides quietly along each corridor, every poor fellow's face softens with gratitude at the sight of her. When all the medical officers have retired for the night and silence and darkness have settled down upon those miles of prostrate sick, she may be observed alone, with a little lamp in her hand, making her solitary rounds".
La frase va ser popularitzada per Henry Wadsworth Longfellow en el seu poema Santa Filomena, de 1857:
| « | Lo! in that house of misery A lady with a lamp I see Pass through the glimmering gloom, And flit from room to room. | » |
| — | |   |

### Carrera posterior

Florence Nightingale

El 29 de novembre de 1855 es va fer un acte públic per reconèixer-li l'actuació a Crimea, i en el seu decurs sorgí la proposta de constituir el Nightingale Fund ('Fons Nightingale') per a la formació d'infermeres. Amb Sidney Herbert de secretari honorari, i el duc de Cambridge com a president, el 1859 el fons havia recollit 45.000 lliures esterlines. Aquesta suma permeté al 9 de juliol de 1860 inaugurar la "Nightingale Training School" ('Escola Professional Nightingale') amb seu a l'Hospital Saint Thomas; l'escola s'ha mantingut des d'aleshores i en l'actualitat s'anomena "Florence Nightingale School of Nursing and Midwifery" ('Escola Florence Nightingale d'Infermeria i Obstetrícia') del King's College de Londres. Les primeres infermeres titulades per l'escola van començar a treballar el 16 de maig de 1865 a l'hospici "Liverpool Workhouse Infirmary" gràcies a les contribucions de William Rathbone, empresari i filantrop local.
Nightingale també contribuí a recollir fons per al "Royal Buckinghamshire Hospital" d'Aylesbury, vora Claydon House, residència de la seva germana. L'aportació obtinguda permeté que l'hospital mantingués baixes les taxes d'admissió i, d'aquesta manera, pogués arribar a una població més gran. El disseny de la reforma de l'edifici, acabada el 1862, va ser fortament influït per Nightingale, i es convertí en el primer hospital civil que n'incorporà els dissenys sobre sistemes de ventilació, amplitud d'escales, instal·lacions sanitàries... La seva germana Frances Parthenope col·locà el 1861 la primera pedra del nou edifici, mentre que l'espòs d'aquesta, sir Harry Verney, havia estat un dels principals promotors i autoritats de l'hospital ja des de la fundació el 1833.
"Every day sanitary knowledge, or the knowledge of nursing, or in other words, of how to put the constitution in such a state as that it will have no disease, or that it can recover from disease, takes a higher place. It is recognised as the knowledge which every one ought to have – distinct from medical knowledge, which only a profession can have." -Preface to Notes on Nursing, Florence Nightingale
El 1859 havia publicat les seves Notes on nursing: What it is, and what it is not (Notes sobre infermeria: què és i què no és), un petit llibre que va servir com a base del programa d'estudis de l'Escola Nightingale (i per a altres escoles d'infermeria que en seguiren el model), tot i haver estat escrit inicialment com a guia per als qui exercien cures d'infermeria a domicili. L'obra va tenir una bona recepció per part del públic en general i -encara avui- és considerada una introducció clàssica a la infermeria. Al pròleg de l'edició facsímil del 1974 Joan Quixley, de l'Escola d'Infermeria Nightingale, indicava: «El llibre va ser el primer de la seva mena a ser escrit. Va aparèixer en una època en què les regles més bàsiques de la salut tot just començaven a ser conegudes, quan la seva temàtica era de vital importància per al benestar i la recuperació dels pacients, quan els hospitals estaven penetrats per les infeccions, quan les infermeres encara eren considerades com persones ignorants i sense formació. El llibre té, inevitablement, un lloc en la història de la infermeria, ja que va ser escrit per la fundadora de la infermeria moderna.» A partir de la publicació de les Notes on Nursing, Nightingale va decidir dedicar la resta de la seva vida a promoure l'establiment i el desenvolupament de la infermeria com a professió.
A més de Notes on Nursing, entre els seus llibres més populars figuren Notes on Hospitals
 ('Notes sobre hospitals'), que tracta sobre la correlació entre les tècniques sanitàries i les instal·lacions mèdiques, i Notes on Matters Affecting the Health, Efficiency and Hospital Administration of the British Army (Notes en qüestions que afecten la salut, l'eficiència i l'administració hospitalària de l'exèrcit britànic).
A banda de la seva actuació a Europa, també elaborà un exhaustiu informe estadístic sobre les condicions sanitàries a les zones rurals de l'Índia i hi encapçalà la introducció de millores en l'atenció mèdica i en el servei de salut pública. Als anys 1858 i 1859 advocà amb èxit per l'establiment d'una Comissió Reial per a l'estudi de la situació hindú, i dos anys després redactà un informe per a aquesta comissió, que ampliaria i concretaria el 1863. Després de 10 anys de reformes sanitàries, el 1873, Nightingale informà que la mortalitat entre els soldats de l'Índia havia passat del 69 a 19 per mil.
La bibliografia indica que una de les actuacions més significatives de Nightingale va ser la introducció d'infermeres titulades per a la cura de malalts als hospicis anglesos i irlandesos a partir de 1860, començant pel pioner, i ja esmentat anteriorment, "Liverpool Workhouse Infirmary". Això va significar que els malalts pobres van passar a ser atesos per personal adequadament preparat, en comptes de ser-ho per altres depauperats.

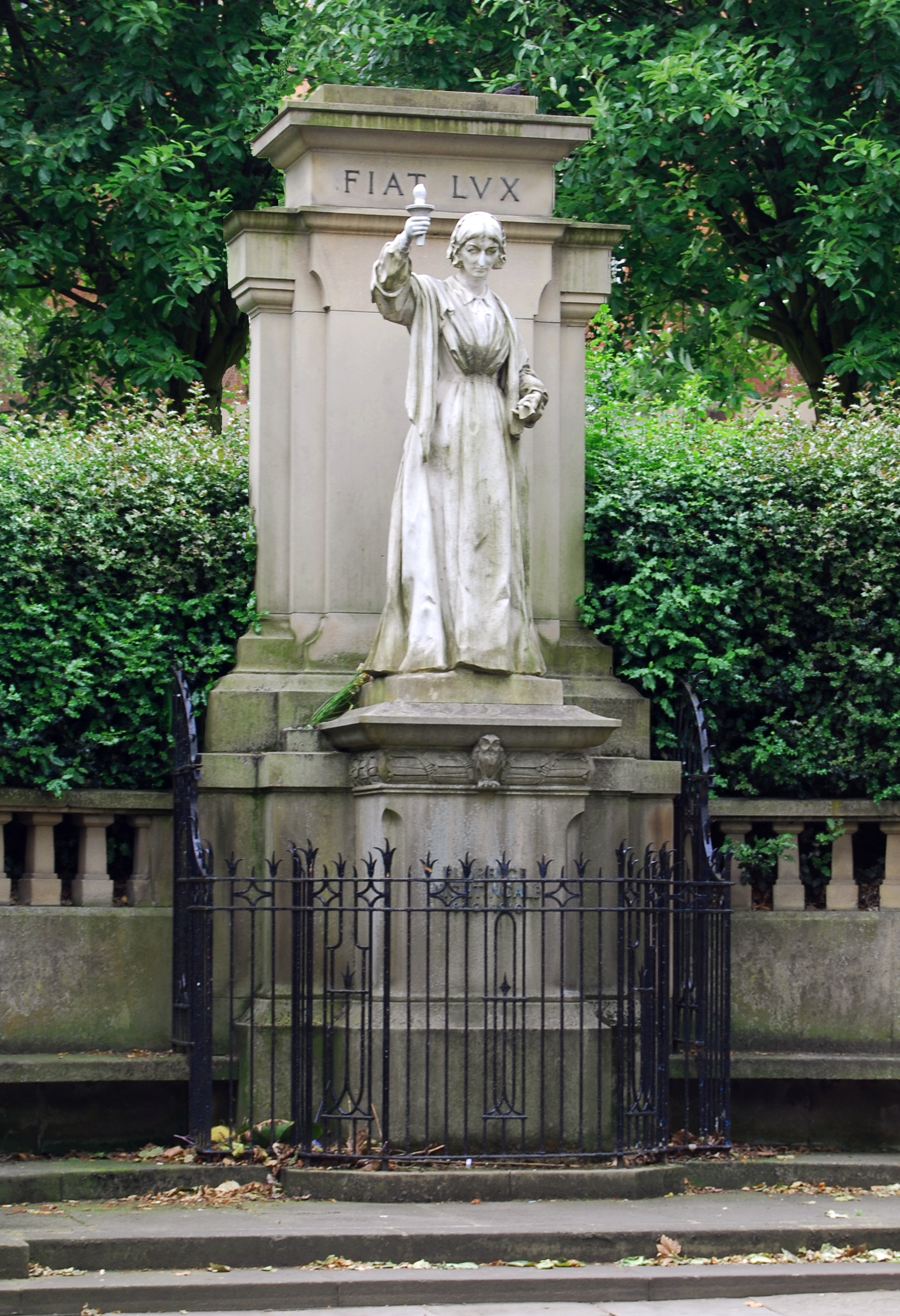
Estàtua de Florence Nightingale, London Road, Derby

Per bé que s'afirma que Nightingale rebutjà la teoria microbiana de la infecció, el seu biògraf Mark Bostridge manifesta que el que ella atacava era la "teoria del contagionisme", una precursora de la teoria dels gèrmens, i que mantenia que les infeccions només es podien transmetre pel contacte físic. Abans dels experiments de Louis Pasteur i de Joseph Lister, a mitjans dels anys 1860, quasi ningú no es prenia seriosament la teoria dels gèrmens; fins i tot després d'aquests dos savis, molts metges no n'estaven convençuts. Louise Penner destaca que si bé defensava la teoria dels miasmes (infeccions transmeses per l'aire o sorgides exnovo en un lloc tancat), l'obsessió que tenia per la higiene i que predicava a les futures infermeres la contradeia en la pràctica.
La tasca de Nightingale va servir d'inspiració per a les infermeres que entre 1861 i 1865 van actuar en la Guerra de Secessió nord-americana. El govern de la Unió en va sol·licitar el consell per organitzar la medicina de campanya. Encara que les seves idees van topar amb el rebuig oficial, foren d'interès per al cos de voluntaris de la "Comissió Sanitària dels Estats Units" (una agència semioficial que socorria soldats de la Unió). A la dècada dels 70, Nightingale va auspiciar la carrera de l'americana Linda Richards, que seria creadora del primer sistema de registres mèdics individualitzats per a pacients d'hospital, i presidenta fundadora de l'"American Society of Superintendents of Training Schools"; Linda Richards es convertiria en una gran pionera de la infermeria als Estats Units i al Japó. Al voltant de 1882, algunes infermeres de Nightingale gaudien d'una creixent i influent presència en el desenvolupament de l'embrionària professió i ja feien de caps d'infermeria a hospitals importants (St. Mary's Hospital, "Westminster Hospital", "St. Marylebone Workhouse Infirmary" de Londres, "Hospital for Incurables" de Putney, "Royal Victoria Hospital" de Netley, "Edinburgh Royal Infirmary"; "Cumberland Infirmary", "Liverpool Royal Infirmary" i el "Sydney Hospital" -on encara hi ha una ala dedicada a Nightingale-).
A partir de 1857, Nightingale havia començat a patir depressió i intermitents prostracions al llit. Bostridge indica la brucel·losi i l'espondilitis com a causes dels seus patiments, però una explicació alternativa per als episodis depressius podria ser que, després de la guerra, Florence va descobrir que havia estat equivocada pel que feia a les raons de l'alt índex de mortalitat. No obstant això, no hi ha evidència documental que doni suport a aquesta darrera teoria, i la majoria dels especialistes consideren que va patir una brucel·losi especialment severa, que no va començar a remetre fins als anys 1880. En l'actualitat, en l'aniversari del seu naixement se celebra el Dia Internacional de Conscienciació de les Malalties Neurològiques i Immunològiques Cròniques, pel fet que es considera que els símptomes de la seva malaltia coincideixen amb els d'un trastorn neurològic.
Malgrat el seu delicat estat de salut, va romandre altament productiva en l'àrea de la reforma social. Durant els seus anys de prostració al llit encara va realitzar treballs pioners en el camp de la planificació hospitalària, mentre la seva obra es propagava ràpidament a la Gran Bretanya i a la resta del món. La producció intel·lectual de l'estudiosa disminuí considerablement en les seves velleses, escriví ben poc a causa de la ceguesa i de la minva de les capacitats mentals, per bé que sense perdre l'interès en les notícies d'actualitat.

### Relacions
Si bé el seu treball va tenir com a conseqüència la millora de la situació social de les dones, Nightingale creia que les dones cercaven compassió en comptes de donar-ne i que no estaven tan capacitades com els homes. Criticà l'actuació de les primeres feministes, que es planyien d'una aparent manca de sortides professionals per a les dones quan, al mateix temps, lucratives places hospitalàries, sota la supervisió de Nightingale i altres, quedaven permanentment sense ocupar.
S'estimava més el tracte amb homes influents, en comparació amb les dones, de poca empenta o de poca volada intel·lectual afirmant que aquests homes havien fet més que elles per ajudar-la a aconseguir els seus objectius, i escrivia: "I have never found one woman who has altered her life by one iota for me or my opinions." Sovint es referia a si mateixa en termes masculins, com ara que (ella) era un «home d'acció» i un «home de negocis».
No obstant això, tingué fondes i importants amistats amb dones i, ja gran, va mantenir una llarga correspondència amb una monja irlandesa, la germana Mary Clare Moore, amb qui havia treballat a Crimea. La seva confident més estimada va ser Mary Clarke-Mohl, una britànica que va conèixer el 1837 i amb qui va mantenir contacte la resta de la seva vida.

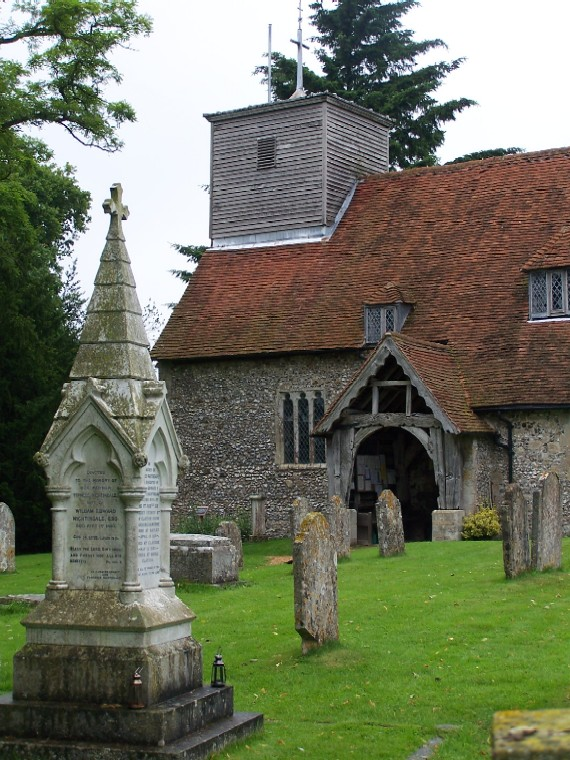
Tomba de Florence Nightingale al cementiri de l'església de Saint Margaret, East Wellow, Hampshire

Alguns investigadors mantenen que va romandre casta tota la seva vida, sia perquè sentia un deure gairebé religiós cap a la seva carrera, o perquè visqué en un temps on imperava la moralitat sexual victoriana.

### Mort
El 13 d'agost de 1910, als 90 anys, va morir mentre dormia a la seva habitació del 10 de South Street, a tocar de Park Lane (Londres). L'alt honor de ser sepultada a la londinenca abadia de Westminster va ser rebutjat pels seus familiars, que es van estimar més enterrar-la vora altres membres de la seva família al cementiri parroquial de Saint Margaret of Antioch a East Wellow, Hampshire.

## Contribucions
El 1860 va fundar el primer programa oficial de formació d'infermeres, l'Escola Nightingale per Infermeres. La missió de l'escola era de preparar infermeres per treballar en hospitals, assistir els menys benestants, i ensenyar. Es pretenia que els estudiants tinguessin cura dels malalts a domicili, un enfocament que encara avui és avançat.
L'aportació més important, però, va ser el seu paper en la fundació de la moderna professió d'infermeria, i la seva obra constituí un exemple de compassió, dedicació a la cura del pacient i a l'administració hospitalària diligent i curosa. En recordança, no tan solament encara es manté activa i en funcionament la "Florence Nightingale School of Nursing and Midwifery" que Nightingale fundà (actualment integrada en el King's College de Londres), sinó que hi ha un "Nightingale Building" a l'"School of Nursing and Midwifery" de la Universitat de Southampton i el Dia Internacional de la Infermeria se celebra anualment en la data del seu aniversari. Com s'indica a un apartat posterior d'aquest article, la Creu Roja instituí una medalla Nightingale per a infermers i infermeres destacats.
També hi ha una cadena d'hospitals amb el nom de Florence Nightingale a Istanbul, Turquia.

### Estadística i reforma sanitària
Florence Nightingale va demostrar que tenia qualitats per a les matemàtiques ja des de la seva infantesa, i gràcies al guiatge del seu pare arribà a destacar en aquest camp. D'adulta, esdevingué una pionera en l'ús de representacions visuals de la informació i en gràfiques estadístiques. Utilitzà correntment la gràfica circular (desenvolupada per William Playfair el 1801), i que aleshores era encara una forma nova per a representar dades. Hom la considerà «una veritable pionera en la representació gràfica de dades estadístiques», i se li atribueix el desenvolupament d'una forma de gràfic circular que en l'actualitat s'anomena "diagrama d'àrea polar" o "diagrama de la rosa de Nightingale", equivalent a un modern histograma circular, que emprava per a il·lustrar les causes de mortalitat dels soldats a l'hospital militar que dirigia. Usà intensivament aquestes representacions gràfiques als seus informes davant de parlamentaris i funcionaris britànics, amb el propòsit de demostrar la magnitud del desastre de la sanitat militar durant la Guerra de Crimea, i a fi de facilitar la comprensió de les dades a persones a qui costés la interpretació de representacions estadístiques convencionals.
El 1859 va ser escollida com a primera dona membre de la Royal Statistical Society, i posteriorment esdevindria membre honorària de l'American Statistical Association.
En les seves darreries (1891), i sabedora que una proporció molt gran de l'alt funcionariat britànic procedia de la Universitat d'Oxford, intentà endebades que s'hi constituís una càtedra de "física social i de la seva aplicació pràctica", com una forma de preparar els futurs alts càrrecs del govern a fer servir l'estadística en la planificació social.

#### Principals línies d'actuació estadística

Diagrama de les causes de la mortalitat de l'Exèrcit de l'Est, per Florence Nightingale

- Recopilà i presentà a la "Comissió Reial sobre l'Estat Sanitari de l'Exèrcit de l'Est" un aplec de dades[27] en què emprà diagrames d'àrea per a la representació gràfica de xifres de mortalitat; l'ús que feu de clars i entenedors diagrames de barres i de sectors n'inspirà l'adopció generalitzada per a les publicacions censals i per a les difusions d'altres conjunts de dades britànics.
- La seva presentació de la (desfavorable) comparació de percentatges de mortalitat entre la població britànica en general i les de les unitats angleses aquarterades a les Illes Britàniques portà a reformes importants en la construcció dels barracons, la dieta militar i la constitució de serveis mèdics i sanitaris per a la tropa.
- La recopilació d'informacions recollides a l'Índia, gràcies als qüestionaris dissenyats per Florence Nightingale, acabaren menant -després d'una llarga espera- a una reorganització general de l'administració britànica al subcontinent.
- Amb la col·laboració dels importants estadístics Quételet i Farr, obtingué el suport de l'"International Statistical Congress" de Londres (1860) per reformar i estandarditzar els criteris dels hospitals britànics en informar sobre dades mèdiques.
- S'enfrontà a les iniciatives legislatives "Fighting the Contagious Diseases Acts", que volien fer obligatòria la inspecció i tractament de les prostitutes. Demostrà amb xifres que la taxa de les malalties venèries, que tant afectaven els soldats britànics, era la mateixa en zones on es controlaven les prostitutes que en les zones on no es feia. Malgrat la seva oposició, aquesta legislació s'aprovà el 1864, encara que els arguments de Nightingale s'usaren extensivament en la campanya subsegüent que acabà aconseguint el 1886 la derogació de les lleis esmentades.
- Dissenyà el qüestionari i analitzà els resultats de l'enquesta que el Colonial Office feu de la mortalitat i morbiditat dels nens natius a les escoles colonials. Les seves recomanacions aconseguiren millores en l'administració educativa colonial.
- Al Congrés Estadístic Internacional de Berlín del 1863 presentà una ponència que analitzava dades estadístiques d'intervencions quirúrgiques: constituí un dels primers usos de l'estadística avaluadora.

#### Reforma sanitària
Malgrat la seva manca de formació mèdica especialitzada, Nightingale aportà a Scutari les experiències que havia adquirit en sales d'hospitals anglesos i, més concretament, al Middlesex Hospital de Londres durant l'epidèmia de còlera del 1854. I del seu pas per l'hospital turc se n'endugué l'observació dels efectes benèfics que determinades accions havien causat en els pacients, uns efectes benèfics que podia demostrar públicament gràcies a la formulació estadística amb què els reflectia. El conjunt de tècniques que desenvolupà, i que modernament ha estat considerat un revolucionari assoliment en la història de la infermeria i la medicina en general, es pot xifrar en tres punts principals:
- Control de les infeccions hospitalàries: si la medicina, en l'època de Nightingale, encara no havia formulat una teoria dels gèrmens pràctica (cosa que hauria d'esperar als descobriments de Louis Pasteur i Robert Koch, i als antibiòtics d'Alexander Fleming i successors), la mera observació dels contagis a Scutari li feu prendre mesures higièniques i de contenció de contagis (isolació de pacients infecciosos, neteges rutinàries de totes les àrees, adquisició i preparació d'aliments en asèpsia, ventilació de les sales de malalts i gestió de residus apropiada) que es demostraren de gran eficàcia.
- Epidemiologia hospitalària: l'enregistrament minuciós dels processos, la seva posterior tabulació estadística i un estudi posterior que intentés inferir causes dels resultats obtinguts van aportar un enfocament científic "il·lustrat" a la pràctica mèdica militar, a vegades més lligada a les ordenances i a la rutina que no a l'estudi i la prevenció.
- Atenció als moribunds: avançant-se extraordinàriament a les teories del segle xx sobre l'ajuda al ben morir[29] Nightingale les portà a la pràctica intuïtivament. Acompanyà els soldats en els darrers moments, i posteriorment escrigué als familiars les circumstàncies de la malaltia i la mort de l'ésser estimat, sovint acompanyant-ho amb un petit paquet amb les darreres possessions del difunt.

### Literatura i feminisme
| «                             | Els assoliments de Nightingale resulten més admirables quan se'ls considera en el context de les restriccions socials que patien les dones en l'Anglaterra victoriana. El seu pare, William Edward Nightingale, era un terratinent summament ric, i la seva família es feia amb els estrats més alts de la societat anglesa. En aquells dies, les dones de la classe social de Nightingale ni assistien a les universitats ni pretenien carreres professionals, el seu propòsit en la vida era casar-se i tenir fills. Nightingale va ser afortunada. El seu pare creia que les dones havien de rebre educació, i personalment li va ensenyar italià, llatí, grec, filosofia, història i -molt inusual per a les dones d'aquest temps- literatura i matemàtiques. | » |
| — I.Bernard Cohen, 1984 p. 98 | |   |

Per bé que més coneguda per les seves contribucions en els camps de la infermeria i de l'estadística, l'obra de Nightingale també té importància en l'estudi del feminisme anglès. Als anys 1850 i 1852 es debatia entre la seva autodeterminació i les expectatives d'un matrimoni amb algun membre de la classe alta, i com a resultes d'aquest procés de reflexió i autoanàlisi, elaborà uns escrits que exposaven el seu pensament i que publicà en Suggestions for Thought to Searchers after Religious Truth (1860), una obra de 829 pàgines en tres volums que imprimí privadament; modernament, Suggestions... només s'havia reimprès de forma parcial fins a la publicació recent (2008) del volum corresponent de les Obres completes de Nightingale.
Dels textos de Suggestions..., el més conegut és l'assaig Cassandra (una referència al personatge de la mitologia grega), que va ser reimprès el 1928 per l'escriptora Ray (Rachel) Strachey a The Cause, en què feia història del moviment feminista. En Cassandra, Nightingale critica una sobrefeminització de les dones que les deixa gairebé indefenses, tal com ho veia en el letàrgic estil de vida de la seva mare i la seva germana gran, tot i tenir una educació; per la seva part, rebutjà una vida d'irreflexiu confort per dedicar-se al servei social i, tal com el text reflecteix, amb el temor que les seves idees acabessin esdevenint inefectives, com hauria succeït a la Cassandra original. La llegenda, tal com Èsquil l'escrigué al seu Agamèmnon, explica que Cassandra fou una princesa de Troia que era sacerdotessa del temple d'Apol·lo durant la Guerra de Troia. Havia rebut el do de la profecia, però, en rebutjar els intents amorosos d'Apol·lo, aquest la maleí de forma que les seves prediccions fossin ignorades.
La crítica literària i feminista nord-americana Elaine Showalter ha dit de la literatura de Nightingale que es tractava "d'un text major del feminisme anglès, i un enllaç entre Wollstonecraft i Woolf".
"Though I am known as the founder of the Red Cross and the originator of the Convention of Geneva, it is to an English woman that all the honour of that convention is due. What inspired me to go to Italy during the war of 1859 was the work of Miss Florence Nightingale in the Crimea." -Henri Dunant

### Inspiració per a la Creu Roja
Fou una font d'admiració per a la Creu Roja i influí decisivament en la fundació de la Creu Roja Britànica el 1870, tot formant-ne part del comitè de dames fins a la mort. La institució creà una distinció en honor de la seva figura i Jean Henri Dunant, el fundador de la Creu Roja, en visitar Londres el 1872, en reconegué efusivament el mèrit.

### Teologia
Si bé diverses fonts l'han presentada com a vinculada a l'unitarisme (una família teològica sorgida de la Reforma protestant), les escasses referències que Nightingale va fer a l'unitarisme convencional foren moderadament negatives. Romangué dins de l'Església d'Anglaterra tota la seva vida, encara que amb idees pròpies i heterodoxes. Influenciada ja de jove pel pensament wesleyà, la futura infermera cregué que la religió genuïna s'havia de manifestar amb l'amor i l'atenció activa cap al proïsme.
A més d'un gran nombre d'escrits diversos sobre temes religiosos, Nightingale va ser autora d'una ambiciosa obra, Suggestions for Thought (esmentada a l'apartat precedent), que constitueix una teodicea pròpia on desenvolupà les seves idees. L'autora es qüestionava la deïtat d'un Déu que condemnava ànimes a l'infern, i advocava per la salvació universal, el concepte que tots els morts -creients o no- acabarien fent cap al Cel; sovint emprà aquesta noció quan confortava persones sota la seva cura.
Malgrat la seva intensa devoció personal a Crist, Nightingale cregué la major part de la seva vida que les religions paganes i orientals contenien també revelacions genuïnes, i s'oposà fermament a la discriminació dels seguidors de les diverses esglésies cristianes, així com de les creences no cristianes. Nightingale mantenia que la religió ajudava a proporcionar fortalesa en les feines dures, i tingué cura que les infermeres sota la seva responsabilitat atenguessin serveis religiosos. Paradoxalment, criticà les religions organitzades, i desaprovà el paper que al segle xix a voltes prengué l'Església d'Anglaterra a empitjorar les condicions de vida dels més pobres. Mentre que sostenia que el professional de la salut ideal s'havia d'inspirar tant en motius professionals com religiosos, també afirmava que, en la pràctica, molts treballadors sanitaris animats per la religió avantposaven la seva salvació personal, i que aquesta motivació era inferior al desig professional de proporcionar la millor atenció possible.

### Obres
Nightingale, Florence. Lynn McDonald (editora general) Gérard Vallée (editor d'alguns volums). Collected Works of Florence Nightingale. I-XVI.  Waterloo, ON (Canadà): Wilfrid Laurier University Press, 2002-2012 [Consulta: 23 maig 2013]. Arxivat 2011-09-27 a Wayback Machine.:
1. ↑   Florence Nightingale: An Introduction to Her Life and Family, 2002 (Collected Works vol. 1). ISBN 9780889203877.
2. ↑   Gérard Vallée (editor). Florence Nightingale on Social Change in India, 2007 (Collected Works vol. 10). ISBN 0889204959.
3. ↑   Florence Nightingale on Public Health Care, 2004 (Collected Works vol. 6). ISBN 9780889204461. (conté Notes on Nursing for the Labouring Classes)
4. 1 2   Gérard Vallée (editor). Florence Nightingale on Mysticism and Eastern Religions, 2003 (Collected Works vol. 4). ISBN 0889204136. (conté Notes on Devotional Authors of the Middle Ages, Letters from Egypt i Letters and Notes on Eastern Religions)
5. 1 2 3   Florence Nightingale: The Crimean War, 2010 (Collected Works vol. 14). ISBN 9780889204690. (conté Notes on Matters Affecting the Health, Efficiency and Hospital Administration of the British Army)
6. ↑   Florence Nightingale's European Travels, 2004 (Collected Works vol. 7). ISBN 9780889204616. (comprèn The Institution of Kaiserswerth on the Rhine, for the Practical Training of Deaconesses)
7. ↑   Florence Nightingale: The Nightingale School, 2009 (Collected Works vol. 12). ISBN 9780889204676. (conté Notes on Nursing (What it is, and what it is not) en la segona edició, del 1860)
8. ↑   Florence Nightingale and Hospital Reform, 2012 (Collected Works vol. 16). ISBN 9780889204713. (conté Notes on Hospitals)
9. ↑   Gérard Vallée (editor). Florence Nightingale on Health in India, 2006 (Collected Works vol. 9). ISBN 0889204683. (comprèn How People May Live and not Die in India, Suggestions in Regard to Sanitary Works Required for the Improvement of India i Suggestions on a System of Nursing for Hospitals in India)
10. ↑   Suggestions for Thought, 2008 (Collected Works vol. 11). ISBN 9780889204652. (conté Suggestions for Thought, amb Man's Will and God's Law i Cassandra)
11. ↑   Extending Nursing, 2009 (Collected Works vol. 13). ISBN 9780889205208. (comprèn Training Nurses for the Sick Poor)
12. ↑   Florence Nightingale's Spiritual Journey, 2002 (Collected Works vol. 2). ISBN 9780889203662. (compren el Diary del 1877 i els textos de la seva Bíblia anotada)
13. ↑   Florence Nightingale's Theology, 2002 (Collected Works vol. 3). ISBN 9780889203716.
14. ↑   Florence Nightingale on Women, Medicine, Midwifery and Prostitution, 2005 (Collected Works vol. 8). ISBN 0889204667. (comprèn Introductory Notes on Lying-in Institutions)

## Reconeixements, llegat i memòria
El 1883, la reina Victòria li atorgà la Royal Red Cross, i el 1904 va ser admesa a la Venerable Order of Saint John amb el grau de "Dama de Gràcia" (el segon grau en importància d'aquest orde, una recuperació moderna de l'Orde de l'Hospital). El 1907 va esdevenir la primera dona a rebre l'Orde del Mèrit i a l'any següent rebé l'"Honorary Freedom" de la City de Londres.
La "Campanya a favor de la ≪Declaració Florence Nightingale≫" impulsada amb la "Iniciativa Nightingale per uns Salut Global" ("Nightingale Initiative for Global Health" - NIGH), promou la presa de consciència mundial sobre les qüestions que van motivar el treball de Nightingale: la priorització en l'àmbit social dels temes sanitaris i de la medicina preventiva, la formació i suport a infermeres i altres treballadors de la salut, l'accés a una nutrició equilibrada, a l'aigua potable, a una atenció mèdica digna i als medicaments, entre d'altres.
Diverses fundacions porten el seu nom. Entre aquestes, la "Nightingale Research Foundation" del Canadà, dedicada a l'estudi i tractament de la síndrome de fatiga crònica. El 1912, el Comitè Internacional de la Creu Roja reconegué la influència que la tasca de Nightingale havia tingut en els seus orígens i va instituir la "Medalla Florence Nightingale", una distinció que s'atorga biennalment a infermers o auxiliars d'infermeria per serveis destacats. Igualment, el president de l'Índia atorga cada 12 de maig des del 1973 el "National Florence Nightingale Award", en reconeixement de professionals d'infermeria notoris que s'hagin distingit per la devoció, sinceritat, dedicació i compassió.
El "Museu Florence Nightingale" és a l'Hospital Saint Thomas de Londres, on encara funciona la primera escola d'infermeria fundada per Nightingale. Un altre museu dedicat a la seva memòria és a la residència familiar de la seva germana, Claydon House, en l'actualitat propietat del National Trust. A Istanbul, la torre nord de la caserna de Selimiye o Scutari, en la forma grega del nom que s'usava a l'època de la Guerra de Crimea, és un museu en honor de la infermera anglesa. Quatre hospitals de la ciutat turca també en porten el nom.
Al pedestal del Memorial de la Guerra de Crimea del cementiri d'Haydarpaşa d'Istanbul hi ha una placa de bronze, descoberta el "Dia de la Commonwealth" del 1954, que porta la inscripció: "To Florence Nightingale, whose work near this Cemetery a century ago relieved much human suffering and laid the foundations for the nursing profession" i que fou col·locada en celebració del centè aniversari del servei d'infermeria a la regió. La ciutat de Florència també homenatjà la seva il·lustre filla, i li dedicà una estàtua, que s'exhibeix al claustre de la basílica de la Santa Creu.
Algunes esglésies de la comunió Anglicana commemoren Nightingale en els seus calendaris litúrgics. L'Església luterana evangèlica d'Amèrica celebra cada 13 d'agost les figures de Florence Nightingale i Clara Maas com a "renovadores de la societat".
- Àudio

La veu de Nightingale s'ha conservat en un enregistrament fonogràfic del 1890, preservat a la British Library Sound Archive. La gravació, accessible en línia es va fer en suport al fons d'assistència als desvalguts veterans de la Càrrega de la Brigada Lleugera i diu: 
| «                      | When I am no longer even a memory, just a name, I hope my voice may perpetuate the great work of my life. God bless my dear old comrades of Balaclava and bring them safe to shore | » |
| — Florence Nightingale | |   |

- Teatre

La primera representació teatral de Nightingale va ser a The Lady with the Lamp de Reginald Berkeley, estrenada a Londres el 1929, amb Edith Evans en el paper principal; aquesta obra es va basar en la biografia que n'havia escrit Lytton Strachey a Eminent Victorians, on no se'n feia un retrat afalagador (Bostridge, 2008). El 1951, Herbert Wilcox adaptà l'obra de teatre al cinema amb el mateix títol. Nightingale també apareix com a personatge de l'obra teatral surrealista Early Morning d'Edward Bond.
- Televisió

Tant en documentals com en ficció, se l'ha retratada diverses vegades. Des del documental Florence Nightingale de Norman Stone (BBC, 2008), on es posa l'èmfasi en el seu esperit independent i la seva convicció que l'obra que portava endavant era d'inspiració divina, fins al telefilm de Sonali Fernando Mary Seacole: the Real Angel of the Crimea (Channel 4, 2006) on es mostra una Nightingale de mentalitat estreta i oposada als esforços de Seacole. El 1985, Jaclyn Smith havia protagonitzat el telefilm Florence Nightingale de Daryl Duke.
- Cinema

El 1912, Julia Swayne Gordon va representar el paper de Nightingale al curtmetratge mut The Victoria Cross de Hal Reid. En una altra pel·lícula silent, Florence Nightingale (1915, amb direcció de Maurice Elvey i basada en el llibre d'Edward Cook), la infermera va ser encarnada per Elisabeth Ridson. Ja en l'etapa de cinema sonor, la representaren (entre altres) Kay Frances (The White Angel de William Dieterle, 1936), i Anna Neagle (The Lady with the Lamp Herbert Wilcox, 1951).
- Fotografia

Nightingale rebutjava la reproducció de la seva imatge, fos en fotografies, retrats pictòrics o en les estampes que la premsa va transformar en icòniques i que l'exhibien portant un llum entre els ferits de la Guerra de Crimea. La seva imatge, tot amb tot, ha arribat a circular fins i tot en una emissió de bitllets britànics de 10 lliures del 1975 fins al 1994. El 2006 es va descobrir una rara fotografia d'ella, presa en una visita a la seva llar familiar d'Embley el maig de 1958. Una altra fotografia, presa el 1907 per la retratista Lizzie Caswall Smith a la seva llar londinenca de Park Lane, va ser subhastada el 2008, amb adjudicació per 5,500 £.

## Biografies
La primera biografia de Nightingale va ser un fulletó publicat a Anglaterra el 1855. El 1911, Edward Cook va ser autoritzat pels marmessors de Nightingale per escriure la biografia "oficial", publicada en dos volums amb el títol The Life of Florence Nightingale (Macmillan, 1913). Aquesta va ser la font principal del capítol que, sobre Florence Nightindale, Lytton Strachey li dedicà a la seva obra Eminent Victorians (London: Chatto and Windus, 1938). Cecil Woodham-Smith també aprofità força el llibre de Cook a la seva biografia Florence Nightingale, 1820-1910 (London: Constable, 1950), encara que l'escriptora l'enriquí amb material familiar inèdit que s'havia preservat a Claydon House. Lynn MacDonald dedicà el 2002 el primer volum de la seva edició de les Obres completes de Florence Nightingale a una extensa biografia de la infermera britànica completada amb força materials autobiogràfics.
El 2008 Mark Bostridge va publicar Florence Nightingale: The Woman and Her Legend basant-se gairebé exclusivament en material inèdit procedent dels arxius de Sir Ralph Verney, 5è baronet, descendent de Nightingale i últim propietari de Claydon House, i de documents escampats en més de 200 arxius de tot el món. Alguns d'aquests darrers documents ja havien estat recollits a les Collected Works of Florence Nightingale.
En català es publicà el 2010 un article de divulgació sobre el personatge: Torroella Prats, Josep «Florence Nightingale: una vida al servei dels desvalguts». Serra d'Or, 607-608, juliol-agost 2010, pàg. 10-13.

## Efecte de Florence Nightingale
L'"efecte Florence Nightingale" és la denominació d'una síndrome que s'utilitza per referir-se a una situació on el terapeuta, usualment un metge o infermera, desenvolupa un acostament excessivament emocional cap a un pacient sota la seva responsabilitat. L'efecte contrari, del pacient adquirint afecte vers el seu cuidador, va ser descrit i batejat per Sigmund Freud amb el mot "transferència".